# Ernest Wallcousins

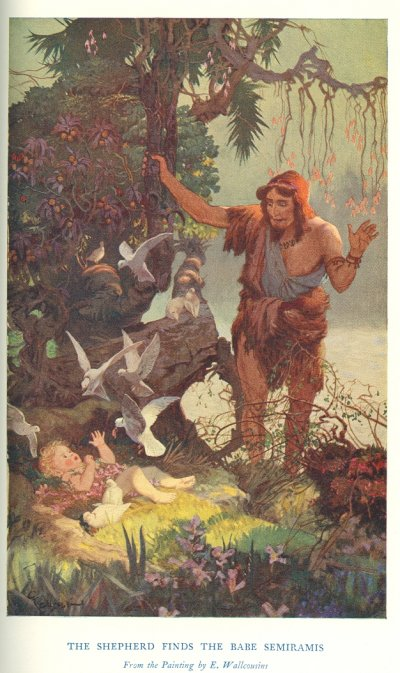
Illustratie uit boekBabylonië en Assyrië, door D. Mackenzie

Ernest Charles Wallcousins (21 juli 1882 – 1976) was een Britse illustrator en later een portrettist en landschapsschilder. 

## Werk
Wallcousins illustreerde verschillende boeken en tijdschriften. Verder ontwierp hij posters voor de Londense metro.
In de huidige tijd is hij vooral bekend als de ontwerper van de iconische poster met de tekst: Keep Calm and Carry on.

Keep Calm and Carry On Poster